# Szkoła Podstawowa nr 1 z Oddziałami Integracyjnymi im. Kawalerów Orderu Uśmiechu w Przasnyszu
Szkoła Podstawowa nr 1 z Oddziałami Integracyjnymi im. Kawalerów Orderu Uśmiechu w Przasnyszu – placówka oświatowa powstała w 1918 r. jako Szkoła Powszechna w Przasnyszu. Przeobrażała się na przestrzeni ponad 100 lat, obecnie jako Szkoła Podstawowa nr 1 usytuowana jest przy ul. Żwirki i Wigury 4 i ul. Szkolnej 2.

## Historia

### Geneza
W 1918 r. po odzyskaniu niepodległości powstała Szkoła Powszechna w Przasnyszu. Nie miała własnego lokalu, izby lekcyjne znajdowały się w domach prywatnych, dlatego powstała inicjatywa wybudowania szkoły. 10 maja 1924 r. z inicjatywy burmistrza Bronisława Matuszewskiego i społeczeństwa odbyło się uroczyste otwarcie placówki, podczas którego był obecny prezydent Rzeczypospolitej Stanisław Wojciechowski. Szkoła Powszechna znajdowała się przy ulicy Błonie i była szkołą siedmioklasową, kierowana najpierw przez Henryka Kempę, a po jego odejściu przez Stanisława Deptałę. W 1930 r. odbyła się wizyta ostatniego prezydenta Rzeczypospolitej Ignacego Mościckiego, nastąpiło nadanie placówce jego imienia z nazwą Siedmioklasowa Publiczna Szkoła Powszechna im. Prezydenta Ignacego Mościckiego. 3 września 1939 r. do miasta wkroczyły wojska niemieckie 12 Dywizji Piechoty, które jako nieprzyjacielskie operowały w bitwie pod Mławą. Budynek szkoły został zajęty przez okupanta i przeznaczony na szpital dla wojska. Wiosną 1940 r. aresztowano wielu nauczycieli szkoły, wywieziono ich do obozów koncentracyjnych w Dachau, Mauthausen oraz do obozów pracy przymusowej w Prusach, gdzie zginęli w tych miejscach. Szkoła nie funkcjonowała, jednak nauczyciele zrzeszeni w Tajnej Organizacji Nauczycielskiej, narażając własne życie, uczyli na tajnych kompletach.

### Szkoła w latach 1945–1974
Po wyzwoleniu spod okupacji hitlerowskiej w styczniu 1945 r. w Przasnyszu przystąpiono do organizacji szkolnictwa w mieście. Zdewastowany budynek szkoły był remontowany i porządkowany. Pierwszym kierownikiem szkoły został Kazimierz Milewski, a po nim Jan Bukowski, Jan Mach, a po nim Józef Murawski. 1 września 1948 r. przy Szkole Powszechnej nr 1 powstała jeszcze jedna placówka oświatowa – Publiczna Średnia Szkoła Zawodowa, której dyrektorem został kierownik Szkoły nr 1 Jan Bukowski. W 1949 r. po powołaniu Komitetów Rodzicielskich i Opiekuńczych, Szkoła nr 1 przyjęła opiekę Powiatowego Przedsiębiorstwa Budowlanego w Przasnyszu. W 1951 r. powstał Centralny Ośrodek Doskonalenia Kadr Oświatowych, a szkołą bazową została Szkoła nr 1, Aleksander Drwęcki został powołany na instruktora metodycznego fizyki i chemii. W 1952 r. zarządzeniem Ministra Oświaty Szkoła Powszechna została zamieniona na Szkołę Podstawową nr 1. W 1959 r. Komitet Opiekuńczy Szkoły – Przasnyskie Przedsiębiorstwo Budowlane – ufundował szkole sztandar. W 1958 r. 64 Pułk Szkolny zadeklarował opiekę nad szkołą jako komitet opiekuńczy. W latach 1961–1963 niektóre klasy Szkoły funkcjonowały w budynku koszarowym 64 Pułku Szkolnego przy ul. Makowskiej. W 1961 r. w związku z powołaniem Powiatowych Ośrodków Metodycznych Szkoła Podstawowa nr 1 stała się placówką bazową Ośrodka Metodycznego, którego kierownikiem został Aleksander Drwęcki.
1 września 1962 r. oddano do użytku nowy budynek szkoły przy ulicy Żwirki i Wigury. W 1963 r. szkoła przyjęła nazwę: Szkoła Podstawowa nr 1 im. Władysława Broniewskiego. Dyrektorem szkoły został Stanisław Nałęcz. Szkoła otrzymała również status szkoły wiodącej, a nadzór nad działalnością wiodącą władze szkolne powierzyły Aleksandrowi Drwęckiemu, kierownikowi Ośrodka Metodycznego. Komitetem opiekuńczym szkoły został 2 Ośrodek Radioelektroniczny. Nastąpiła zmiana organizacji szkoły z siedmioklasowej na ośmioklasową. W 1969 r. szczep harcerski przy szkole liczył 128 harcerzy i 110 zuchów pod komendą szczepowego Franciszka Młodzianowskiego, SKS prowadzony był przez Andrzeja Szczepańskiego. W 1972 r. zmarł płk Lesław Klisowski, który był przewodniczącym Komitetu Opiekuńczego.

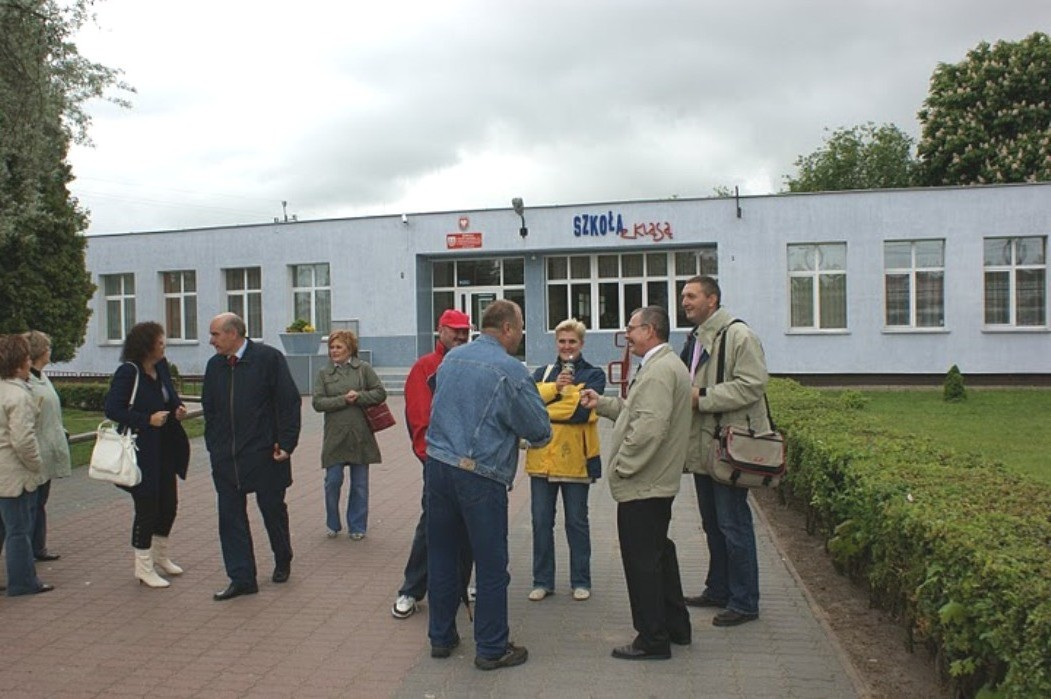
Absolwenci Szkoły Podstawowej

### Szkoła w latach 1975–1989
W 1975 r. odszedł dyrektor Stanisław Nałęcz, miejskim dyrektorem szkół został mianowany Jan Kaczyński. 26 maja 1977 r. w gabinecie dyrektora zdarzył się tragiczny wypadek: wybuchł granat bojowy, który miał być eksponatem. Zginął młody żołnierz z Krakowa, który odbywał zasadniczą służbę w 2 Pułku Rozpoznania Radioelektronicznego. W szpitalu, po 10 tygodniach, nie odzyskawszy przytomności, zmarł wicedyrektor Krynicki. Ranny został również drugi żołnierz oraz uczennica Małgorzata Piastun, która w wyniku doznanych urazów, porusza się przy pomocy wózka inwalidzkiego. Od roku 1978 funkcję dyrektora szkoły objęła Zofia Sękowska. 13 grudnia 1981 r. do 3 stycznia 1982 r. zawieszono działalność związków zawodowych ZNP i „Solidarność” w związku ze stanem wojennym. 4 stycznia 1982 r. wznowiono lekcje. 22 kwietnia 1985 r. w wieku 46 lat zmarła dyrektorka szkoły Zofia Sękowska. W latach 1985–1996 funkcję dyrektora szkoły pełniła Honorata Makowska. W roku 1989 nastąpiły zmiany w polskiej szkole, a tym samym i w przasnyskiej jedynce. Wprowadzono zmienione programy ze wszystkich przedmiotów nauczania, do szkół powróciła religia.

### Szkoła w latach 1990–2010
W 1990 r. powstało międzyszkolne koło NSZ „Solidarność”, którego przewodniczącym został Tomasz Osowski (nauczyciel Szkoły Podstawowej nr 3), zapisało się pięciu nauczycieli Szkoły nr 1 do nowego związku. 1 stycznia 1996 r. szkoły podstawowe, w tym jedynka przeszły pod opiekę samorządów terytorialnych. Nadzór pedagogiczny pozostał przy Kuratorium Oświaty i Wychowania. Od stycznia 1993 r. oddziały przedszkolne znalazły się pod zarządem Burmistrza miasta Przasnysza. W 1996 r. w związku z nie rozstrzygnięciem konkursu na dyrektora, gdyż żaden z dwóch kandydatów nie otrzymał wymaganej ilości głosów, Rada Miejska powołała na stanowisko dyrektora szkoły Arkadiusza Siejkę, nauczyciela Szkoły Podstawowej nr 2.
W końcu lat 90. XX wieku rozpoczął się okres przygotowań do gruntownej reformy oświaty, w wyniku której przez dwa lata Szkoła funkcjonowała jako Zespół Szkół obejmujący szkołę podstawową i gimnazjum. W 1998 r. Szkoła Podstawowa nr 1 w Przasnyszu obchodziła swoje 80-lecie. W latach 1999–2002 realizowano europejski program „Sokrates Comenius”, co spowodowało nawiązanie kontaktów ze szkołami z Portugalii, Czech i Austrii. W latach 2000–2001 utworzono pierwszą klasę integracyjną. Powstawały kolejne oddziały z uczniami niepełnosprawnymi. W roku szkolnym 2004/2005 Szkoła uzyskała tytuł: „Szkoła z klasą”. W latach 2007–2010 były realizowane w placówce integracyjne projekty. W 2008 r. Szkoła Podstawowa nr 1 w Przasnyszu, w 90. rocznicę istnienia, uzyskała nowego patrona: Kawalerów Orderu Uśmiechu. W tym okresie uczyło się w niej 723 dzieci, które były pod opieką 59 nauczycieli oraz 15 pracowników administracji i obsługi.

### Szkoła w latach 2010–2020
W latach 2010–2019 nastąpił okres intensywnej modernizacji, zakupu wielu pomocy dydaktycznych, które miały i mają na celu ułatwienie pracy uczniom, nauczycielom, pracownikom obsługi, rodzicom. 11 kwietnia 2014 r. odbyło się uroczyste otwarcie nowo wybudowanej hali sportowej przy Szkole Podstawowej nr 1. 29 października 2018 r. odbyły się obchody 100-lecia Szkoły Podstawowej nr 1 z Oddziałami Integracyjnymi im. Kawalerów Orderu Uśmiechu w Przasnyszu. W tym samym roku w drodze konkursu, stanowisko dyrektora na kolejnych pięć lat zostało powierzone Arkadiuszowi Siejce. W 2019 r. w szkole zatrudnionych było 65 nauczycieli, 18 pracowników administracji i obsługi. Szkoła ma 28 oddziałów szkolnych i jeden oddział przedszkolny. Placówka zajmuje dwa budynki: przy ul. Żwirki i Wigury i przy ul. Szkolnej. Dyrektorem jest mgr Arkadiusz Siejka, wicedyrektorzy: mgr Justyna Kaliszewska, mgr Katarzyna Pocztowska.

## Charakterystyka Szkoły

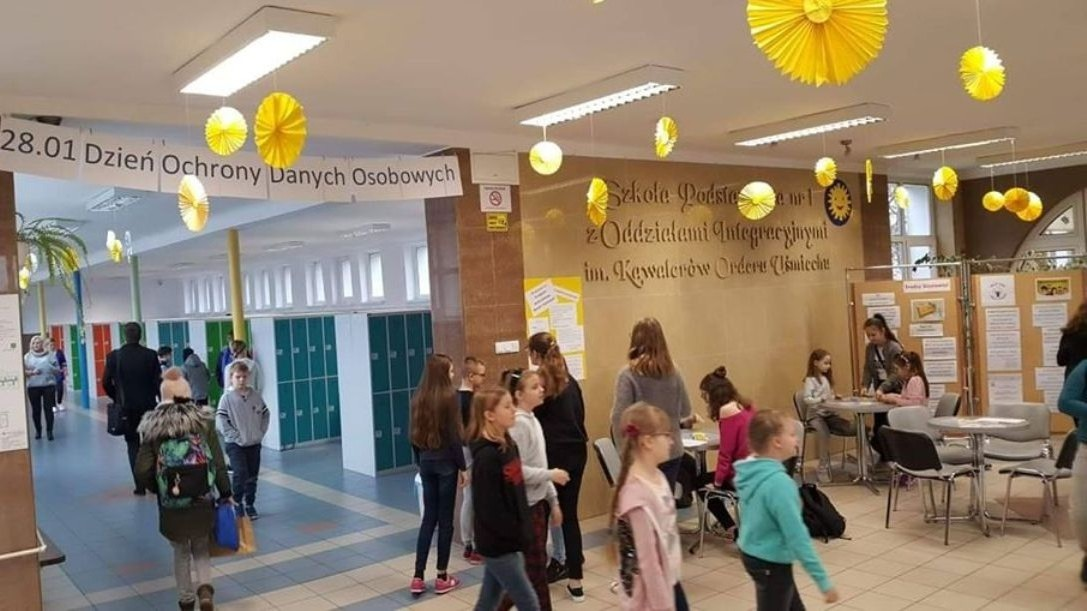
Przasnysz. Szkoła Podstawowa nr 1

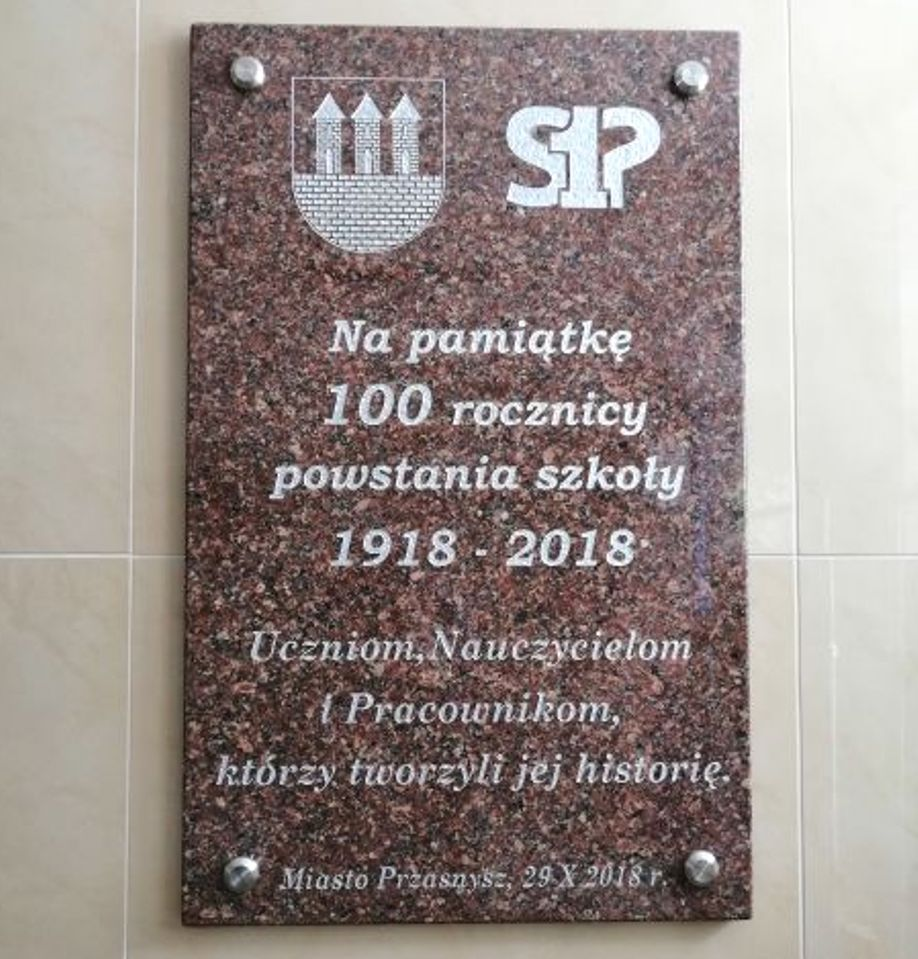
100 rocznica – Tablica pamiątkowa

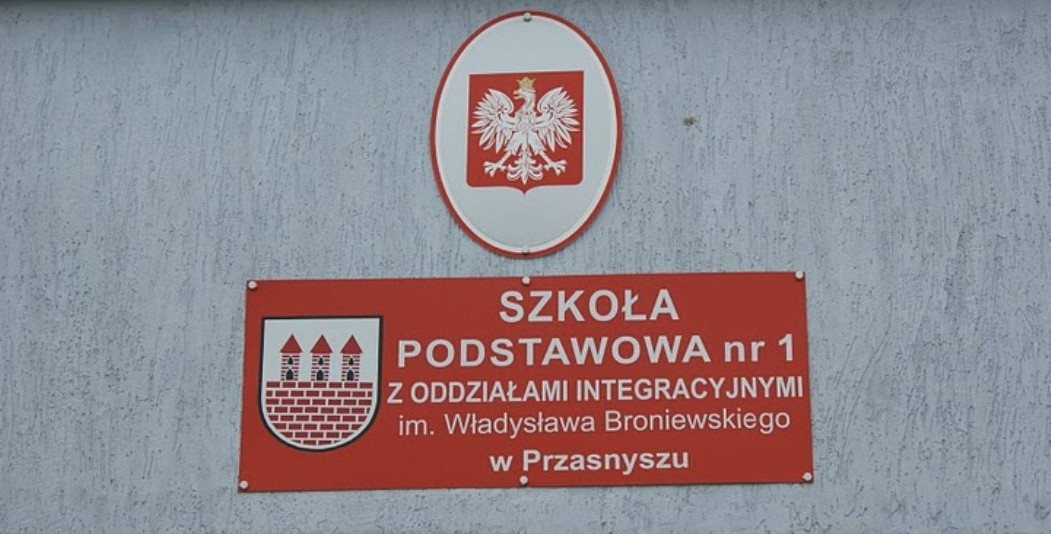
Przasnysz. Szkoła Podstawowa nr 1 im. Władysława Broniewskiego

### Infrastruktura
Szkoła Podstawowa nr 1 z Oddziałami Integracyjnymi im. Kawalerów Orderu Uśmiechu w Przasnyszu mieści się przy dwóch obiektach: ul. Żwirki i Wigury 4 i ul. Szkolna 2.

#### Zabudowa Szkoły
W skład zabudowy wchodzą:

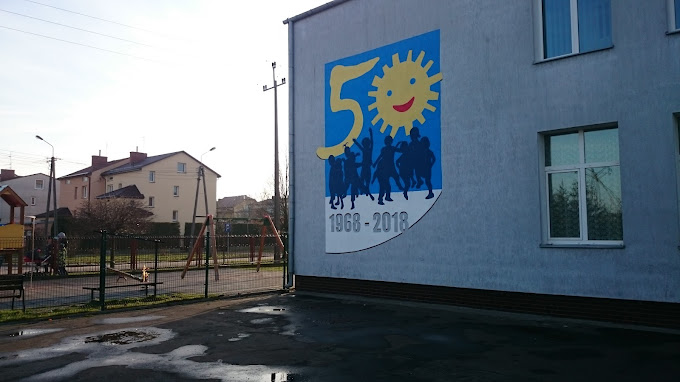
Logo 50 lat Orderu Uśmiechu

- budynek przy ulicy Żwirki i Wigury 4
  - dyrekcja, nauczyciele, administracja, obsługa
  - oddziały integracyjne
  - oddział przedszkolny
  - stołówka szkolna
  - świetlice
  - biblioteka
  - boiska sportowe
- kompleks przy ul. Szkolna 2
  - hala sportowa
    - pomieszczenia zaplecza hali

#### Oddziały Szkoły, dyrekcja, nauczyciele, obsługa
- oddziały szkolne – 28
- oddział przedszkolny – 1
- dyrekcja – 3
- pedagog szkolny – 1
- psycholog szkolny – 1
- wychowawca świetlicy – 6
- biblioteka – 2
- nauczycieli – 65
- administracja – 10
- obsługa – 8

## Odznaczenia, wyróżnienia

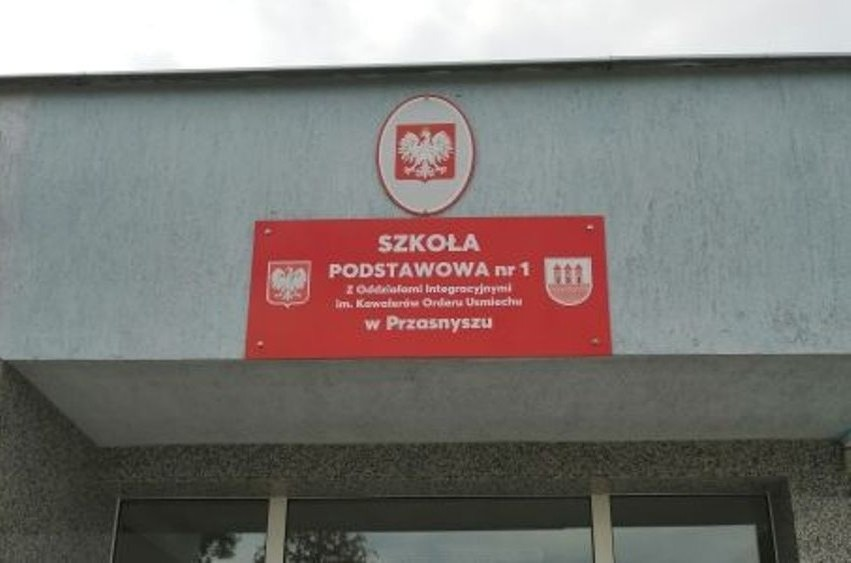
Przasnysz. Szkoła Podstawowa nr 1 im. Kawalerów Orderu Uśmiechu

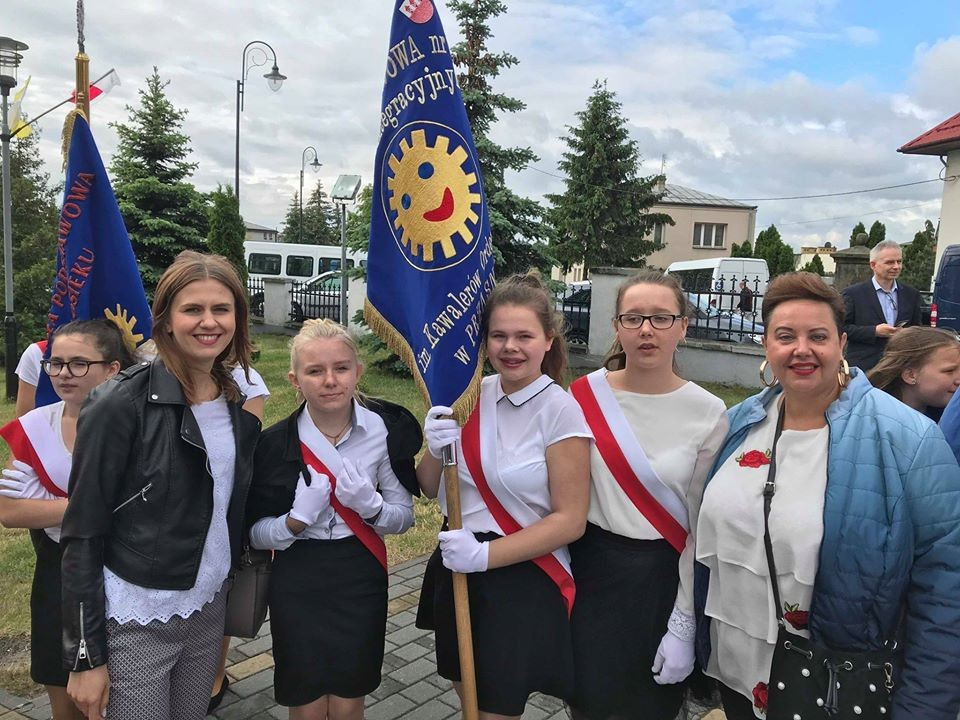
Sztandar szkoły SP nr 1

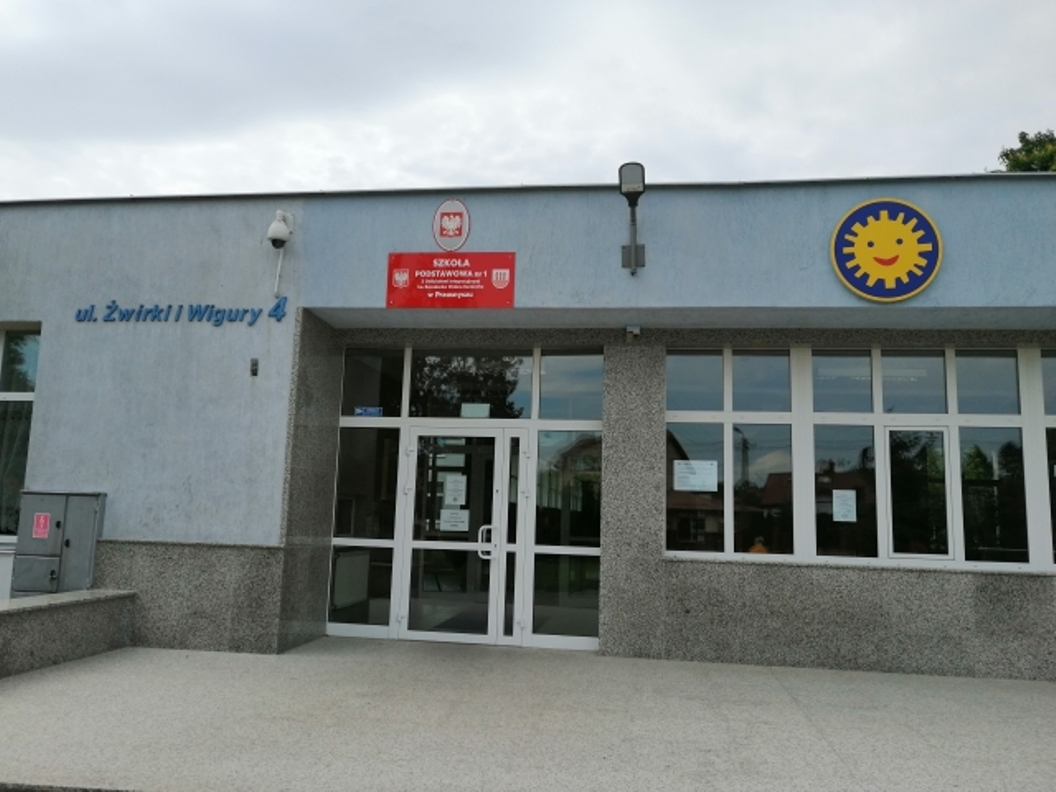
Przasnysz. Główne wejście Szkoły

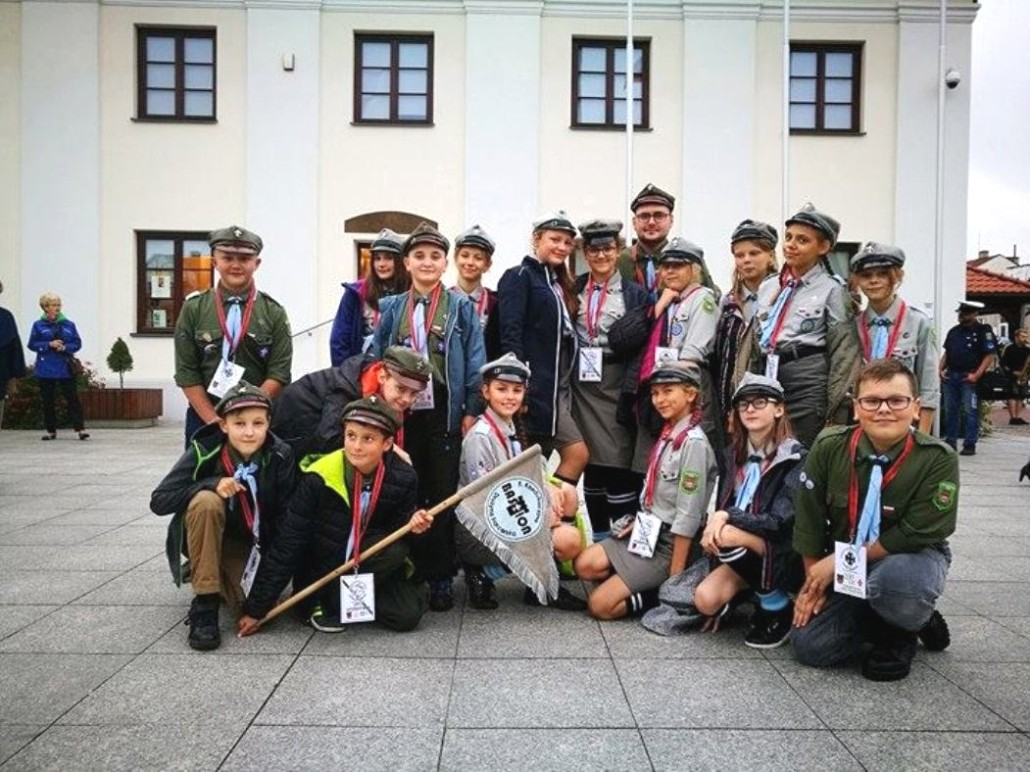
Harcerski szczep SP1

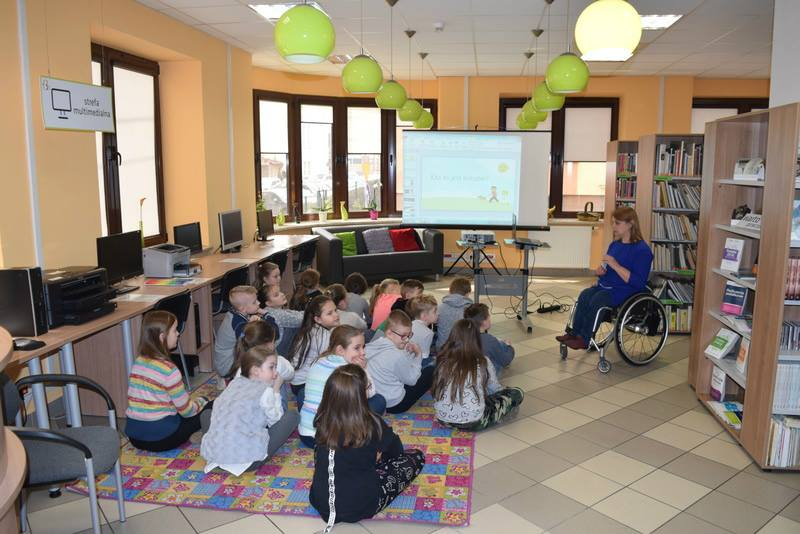
Spotkanie z uczniami w bibliotece miejskiej

Na przestrzeni lat uczniowie Szkoły byli wyróżniani, odnosili i odnoszą wiele sukcesów, w tym między innymi:
- wyróżnienie szkoły za udział w III konkursie czytelniczym – 1952
- wyróżnienie szkoły za udział w IV konkursie czytelniczym pod hasłem „Książka naszym przyjacielem” – 1954
- dyplom i odznaka „Przyjaciel Dziecka” dla Szkoły za dobrą pracę, edukację – 1962
- nagroda dla szkoły, dyplom dla Aleksandra Drwęckiego, D. Włodarczyka w konkursie na najlepiej zorganizowaną pracownię fizyko-chemiczną i praktyczno-techniczną w województwie warszawskim – 1965
- I miejsce na szczeblu wojewódzkim w piłce ręcznej dziewcząt – 1966
- I m. na szczeblu wojewódzkim w piłce nożnej chłopców – 1967
- I m. ucznia szkoły Jolanty Bojarskiej w powiatowej olimpiadzie z języka polskiego – 1973
- I m. ucznia szkoły Sławomira Gadomskiego w powiatowej olimpiadzie z matematyki – 1974
- I m. szkoły w IV wojewódzkiej olimpiady sportowej – 1977
- I m. szkoły w koszykówce chłopców i dziewcząt w V wojewódzkiej olimpiady sportowej w Przasnyszu – 1978
- I m. szkoły zespołu wokalnego harcerskiego w eliminacjach rejonowych w Festiwalu Piosenki Harcerskiej – 1980
- II m. uczennicy szkoły Doroty Kozery w eliminacjach międzyszkolnych w konkursie Jan Kochanowski, zakwalifikowała się do el. wojewódzkich – 1980
- I miejsce uczniów szkoły w olimpiadzie „Bezpieczeństwo Ruchu Drogowego” w eliminacjach rejonowych – 1985
- II m. dla szkoły na najlepszą ekspozycję pod nazwą „40 lat PRL” w województwie – 1985
- I m. dla szkoły w zawodach o puchar „Sztandaru Młodych” – 1986
- III m. w finale wojewódzkim w matematycznej olimpiadzie ucznia szkoły Piotra Hery – 1987
- I m. uczniów szkoły w olimpiadzie „Bezpieczeństwo Ruchu Drogowego” w eliminacjach rejonowych – 1988
- I m. ucznia L. Makowskiego szkoły w zawodach wojewódzkich w lekkiej atletyce w pchnięciu kulą – 1988
- wyróżnienie dla uczennicy szkoły Ewy Chodkowskiej w finale ogólnopolskim konkursu poezji i prozy rosyjskiej i radzieckiej – 1989
- dwoje uczniów szkoły: Ewa Wenda i Piotr Motacki startowali w Ogólnopolskich Mistrzostwach młodzików w wielobojach ukierunkowanych i zajęli 17 miejsce w Polsce – 1989
- I m. dla Anety Stupienko na szczeblu wojewódzkim w konkursie przedmiotowym z historii – 1991
- I m. dla Moniki Marzędy na szczeblu wojewódzkim w konkursie przedmiotowym z biologii – 1991
- VIII m. w finale ogólnopolskim dla Anety Jędrzejczak w konkursie krasomówczym – 1992
- I m. w województwie w konkursie recytatorskim – 1996
- I m. w skoku wzwyż w Igrzyskach Młodzieży Szkolnej – 1997
- I m. na szczeblu wojewódzkim i udział w finale ogólnopolskim w konkursie krasomówczym – 1998
- laureaci, finaliści konkursów przedmiotowych w jubileusz 80-lecia szkoły – 1998
- I m. ucznia szkoły w zawodach międzypowiatowych w Indywidualnych Biegach Przełajowych w Ostrołęce – 2016
- dyplom i wyróżnienie za udział w XXXIX Ogólnopolskim Harcerskim „Rajdzie Wisła” – 2016
- uczeń szkoły Kacper Witka za swoją bohaterską postawę, które przyczyniło się do ugaszenia pożaru mieszkania został wyróżniony przez komendanta głównego Państwowej Straży Pożarnej – 2017
- II m. szkoły pod wodzą nauczyciela wf Łukasza Kosiorka w zawodach międzypowiatowych w czwórboju lekkoatletycznym w Kadzidle – 2017
- I m. w drużynowym powiatowym turnieju tenisa stołowego w kategorii klas IV i VI – 2018
- I m. w sztafetowych biegach przełajowych o mistrzostwo powiatu w Jednorożcu i awans do zawodów międzypowiatowych – 2018
- odznaka honorowa za zasługi dla Ochrony Praw Dziecka Infantis Dignitatis Defensori – 2018
- uczennice szkoły Dominika Brzostek oraz Julia Kobylińska otrzymały tytuł „Wolontariusz Roku 2018” – 2018
- uczennice szkoły zajęły 2 miejsce w klasyfikacji generalnej podczas Mazowieckich Igrzyskach Młodzieży Szkolnej – 2019
- uczennice szkoły Zuzanna Milczarek i Zuzanna Jakubowska wygrały konkurs na opowiadanie w języku angielskim pod honorowym patronatem Marszałka Województwa Adama Struzika – 2019
- podziękowanie od prezydenta Andrzeja Dudy za udział w międzynarodowym projekcie edukacyjnym „Piękna Nasza Polska Cała” – 2019
- nauczyciel wychowania fizycznego szkoły Łukasz Kosiorek został nominowany w plebiscycie sportowiec roku – trener roku Tygodnika Ostrołęckiego – 2019
- uczeń szkoły zajął 3 miejsce w Indywidualnym Turnieju Tenisa Stołowego o Mistrzostwo Powiatu w Zarębach – 2020
- uczennica szkoły klasy I c zakwalifikowała się do Ogólnopolskiego turnieju tańca online Stay Home-Dance Home – 2020

## Kierownicy, dyrektorzy szkoły

### Kierownicy
- Henryk Kempa – 1918–1924
- Stanisław Deptała – 1924–1939
- Kazimierz Milewski – 1945
- Jan Bukowski[b] – 1945–1951
- Jan Mach – 1951–1954
- Józef Murawski[c] – 1954–1965
- Stanisław Nałęcz – 1965–1975

### Dyrektorzy
- Jan Kaczyński – 1975–1978
- Zofia Sękowska – 1978–1985
- Honorata Makowska – 1985–1996
- Arkadiusz Siejka – 1996–2023
- Justyna Kaliszewska - 2023-obecnie

## Absolwenci
Na przestrzeni ponad 100 lat Szkołę ukończyło wielu absolwentów, w tym między innymi:

- Zenon Kiembrowski
- Bronisław Matuszewski
- Maria Kaczyńska
- Zenobia Jelińska
- Aleksander Drwęcki
- Edmund Majkowski
- Józef Grotkowski
- Adolf Matuszewski
- Karol Jackowski
- Stanisław Myśliński
- Andrzej Elżanowski
- Teresa Lelińska
- Marek Elżanowski
- Adam Myśliński
- Alfred Borkowski
- Ryszard Waśniewski
- Henryk Mocek
- Waldemar Krzyżewski
- Jan Niksiński
- Marek Sachmaciński
- Hanna Grotkowska
- Sławomir Matusiak
- Bogdan Wrzochalski
- Jarosław Gwardys
- Mariusz Bondarczuk
- Janusz Skalski
- Andrzej Bulc
- Waldemar Tomaszewski
- Jarosław Majewski
- Andrzej Sadowski
- Adam Wielechowski
- Roman Nowicki
- Paweł Góra
- Tomasz Ulatowski
- Tomasz Wierzbicki
- Jacek Szklarek
- Małgorzata Sobiesiak
- Anna Gadomska
- Robert Witka
- Tomasz Janowski

## Osoby związane ze Szkołą
Ze Szkołą Powszechną z 1918 r., Siedmioklasową Publiczną Szkołą Powszechną im. Prezydenta Ignacego Mościckiego z 1930 r., Szkołą Podstawową nr 1 im. Władysława Broniewskiego z 1963 r., po Szkołę Podstawową nr 1 z Oddziałami Integracyjnymi im. Kawalerów Orderu Uśmiechu w Przasnyszu z 2020 – było i jest związanych wiele osób. Między innymi byli to i są:

- Feliks Otłowski
- Stanisław Bryła
- Marian Arct
- ks. Józef Piekut
- Edmund Zdanowski
- Mieczysława Kowalska
- ks. Tadeusz Kamiński
- ks. Kazimierz Gwiazda
- Leopold Bieńkowski
- Czesław Białoszewski
- Stanisław Jeliński
- Karol Jackowski
- Kazimierz Wierzbicki
- Henryk Leliński
- Bolesław Andrychowski
- Włodzimierz Rykowski
- Zbigniew Polakowski
- Zofia Dziewiszek-Andrychowska
- Marian Rawa
- Andrzej Olkowski
- Kazimierz Chojnacki
- Franciszek Różański
- Kazimierz Ciepiela
- Leszek Jaworski
- Zbigniew Mróz
- Władysław Urbański
- Szczepan Soszyński
- Lechosław Klisowski
- Mieczysław Stusiński
- Jadwiga Nowicka
- Henryk Napiórkowski
- Stanisław Nowicki
- Zenon Wojda
- Kazimierz Szczepkowski
- Konstanty Pukianiec
- Paweł Marciniak
- Edward Lemanowicz
- Stanisław Nowicki
- Marian Szklarek
- Tadeusz Myśliński
- Piotr Kaszubowski
- Zenon Szczepankowski
- ks. Romuald Ciesielski
- ks. Andrzej Żywiałowski
- Waldemar Trochimiuk
- Łukasz Chrostowski
- Adam Struzik
- Krzysztof Bieńkowski

## Przekształcenia
Szkoła Powszechna → Siedmioklasowa Publiczna Szkoła Powszechna im. Prezydenta Ignacego Mościckiego → Szkoła Powszechna nr 1 → Szkoła Podstawowa nr 1 → Szkoła Podstawowa nr 1 im. Władysława Broniewskiego → Zespół Szkół → Szkoła Podstawowa nr 1 im. Władysława Broniewskiego → Szkoła Podstawowa nr 1 z Oddziałami Integracyjnymi im. Kawalerów Orderu Uśmiechu w Przasnyszu